# Gnophos clarior
Gnophos clarior är en fjärilsart som beskrevs av Otto Staudinger 1892. Gnophos clarior ingår i släktet Gnophos och familjen mätare. Inga underarter finns listade i Catalogue of Life.